# عبد الرحمن البوق
عبد الرحمن وليد البوق (مواليد 30 مارس 2000) هو لاعب كرة قدم سعودي يلعب حاليًا في نادي أبها السعودي.

## مسيرة اللاعب
لعب في نادي الأنصار ونادي أبها.